# Oberberg-Köpfle
Das Gebiet Oberberg-Köpfle ist ein vom Regierungspräsidium Tübingen am 9. September 1991 durch Verordnung ausgewiesenes Naturschutzgebiet auf dem Gebiet der Stadt Burladingen im Zollernalbkreis. Es ist Bestandteil des FFH-Gebiets Reichenbach und Killertal zwischen Hechingen und Burladingen.

## Lage
Das Naturschutzgebiet Oberberg-Köpfle liegt etwa 700 m nordwestlich von Burladingen. Das Gebiet gehört zum Naturraum Mittlere Kuppenalb.

## Schutzzweck
Der wesentliche Schutzzweck ist laut Schutzgebietsverordnung „die Erhaltung, Pflege und Weiterentwicklung eines für die Landschaft der Schwäbischen Alb typischen Berghanges. Insbesondere geschützt werden sollen die hinsichtlich Tier‑ und Pflanzenwelt hochwertige, das Landschaftsbild prägende Wacholderheide sowie die daran angrenzenden Waldflächen und Extensivwiesen mit ihrer ebenfalls reichhaltigen und zum Teil gefährdeten Tier‑ und Pflanzenwelt.“

## Landschaftscharakter
Das Naturschutzgebiet umfasst den Südhang des Oberen Bergs, der am Unterhang von Wacholderheiden und am Oberhang mit Waldmeister-Buchenwald bedeckt ist. Am Hangfuß gehen die Wacholderheiden in Magere Flachland-Mähwiesen über.